# Església de Sant Genís dels Agudells
L'església de Sant Genís dels Agudells es troba al barri homònim de Barcelona, i està catalogada com a bé cultural d'interès local. És una de les deu parròquies més antigues de Barcelona, dins l'arxiprestat de la Vall d'Hebron i pertany a la zona pastoral Barcelona-Centre: sub-zona 1-4. Sembla que va ser fundada el 931, però l'edifici actual és de 1571. L'any 1359 va passar a dependre del monestir de Sant Jeroni de la Vall d'Hebron, però amb la desaparició del cenobi va quedar adscrita a la parròquia de Sant Joan d'Horta (1867). És remarcable el cementiri que encara existeix al costat de l'església, on són enterrats diversos personatges il·lustres, entre els quals hi va estar Manuel Carrasco i Formiguera, militant d'Unió Democràtica de Catalunya, afusellat a Burgos el 1938, fins que el 2001 va ser traslladat al cementiri de Montjuïc.

## Història

### Les terres de Sant Genís[3]
La menció de Sant Genís dins el terme d'Agudells, apareix en un document del 19 d'abril de 1017. És una escriptura de venda de terres i alous a la Val de Ledus copiada en els Libri Antiquitatum de l'arxiu de la catedral de Barcelona, on es diu que la propietat venuda afronta amb les terres de sant Genís màrtir. Ledus i la seva muller Chilio venen la hisenda a Martí i sa muller Cixulo. La denominació Ledus o Leds donada a la vall, és sens dubte un patronímic relacionat amb el nom de l'antic propietari.
La parròquia de Sant Genís dels Agudells és anomenada en una escriptura de l'any 1028. És una venda de terres amb brugario (un lloc plantat de brucs) de les quals se n'exclou un cirisario (cirerar) adjunt. Són dins del terme d'Agudells en els enigmàtics indrets de Pixa rannas i Reuvira.
En una altra partida dels Libri Antiquitatum - de l'any 1054- en el terme d'Agudells, parròquia de Sant Genís, a la Vall de Leds, els cònjuges Seniullo i Agio compren una peça de terra. L'any 1055 i el 1060 s'anomena en altres compra-vendes.
A la contrada dels Agudells, a mitjan segle xi el vescomte Udalard i la vescomtessa Gil·la, la seva esposa, i després llur fill Guislabert que més tard seria bisbe de Barcelona, hi posseïen d'antic terres i béns. Per les escriptures conservades sabem que els vescomtes vengueren cinc mujades de vinya i a més terra conreada i altres terres amb arbres fruiters dins la parròquia de Sant Genís dels Agudells a un tal Ramió el 21 de gener de l'any 1056.
Possiblement foren les propietats dels vescomtes, heretades per Guislabert, bisbe de Barcelona, les que serviren l'any 1087 per acollir els monjos benedictins de Sant Ponç de Tomeres, que hi romangueren fins a finals del segle xi. Aquests monjos llendadocians -de l'Erau- acudiren a Barcelona cridats pel seu abat Frotard, legat del papa Gregori VII per tal de reformar les estructures eclesiàstiques barcelonines.
El territori d'Agudells va inclòs en la jurisdicció de la parròquia de Sant Andreu de Palomar. La reforma de la circumscripció eclesiàstica del bisbat de Barcelona endegada pel bisbe Aeci (995-1010) -amb la creació de parròquies i la restauració de la vida canonical- legalitzada en el sínode de Barcelona del maig de l'any 1009, podria ser el principi de la parròquia de Sant Genís dels Agudells.

### Origen llegendari i remot
El temple mostra al costat de la porta de l'entrada una pedra toscament gravada amb la incisió d'un Ichthys (peix) d'aspecte paleocristià. Per l'existència d'aquest gros carreu d'origen incert s'ha pretès demostrar l'antiguitat de l'assentament religiós a l'indret, retrotraient-lo al segle iii, i relacionant-lo amb els martiris de Sever de Barcelona i de Medir de Barcelona.
Recentment s'ha divulgat una altra teoria que manté la il·lació de la remota factura de la cisellada llosa amb una suposada presència al segle IV - dins la Vall d'Hebron- d'un grup d'anacoretes sota el guiatge de sant Paulí de Nola. Per afermar l'antigor del poblament del lloc es retreu el possible pas d'una via romana que s'endinsaria ver la Tarraconensis, i àdhuc es pretén que hi hagué instal·lada una posta del correu que entrava i sortia cap a Roma.
Són poques les notícies que podem aportar de l'antigor de Sant Genís, per la condició de parròquia rural que ha servat fins fa ben poc, i perquè pertangué en bona part als vescomtes i petits aloers lliures, i com que llavors no passà a mans del Capítol diocesà o a la Pia Almoina de Barcelona, no produí documentació suscitadora de guardar-se en algun dels grans arxius que s'han conservat.

### Parròquia medieval[3]
A finals del segle xii la capellania de la parròquia de Sant Genís dels Agudells anava unida a la dignitat de Canonge-Sagristà del Capítol de la Catedral de Barcelona. La demarcació parroquial afrontava pel nord amb els dominis del monestir benedictí de Sant Cugat del Vallès, seguint la carena de la serralada de "Cerola" o Collserola. El límit ponentí -segons un text de l'any 1882- seria la petram de Agila o Pedra de l'Àliga (probable nom antic del Tibidabo) on començava la parròquia de Sant Vicenç de Sarrià. La línia divisòria -segons un document de l'any 1147- seguia pel camí vell de Sant Cugat del Vallès a Barcelona i vorejava el torrent d'Ariga des de la Roca Blanca fins al grau de Cassoles, passant per sota del puig d'Aguarn (l'actual Putxet). Per aquesta banda, el terme incloïa tot el torrent anomenat modernament dels Penitents i la seva comalada, així com els aiguavessos de la riera de Vallcarca fins a l'indret on avui hi ha l'església dels Josepets de Gràcia. El confí de migjorn muntava per la carenada dels tres turons, on probablement fronterejava amb la jurisdicció de l'abadessa de Sant Pere de les Puel·les, seguint la cresta del massís per les Tres Creus i el cim de can Móra fins al coll del Portell. Des d'aquí la ratlla de llevant suscità una qüestió entre els rectors de Sant Andreu del Palomar i de Sant Genís dels Agudells per tal de fixar les respectives competències. A la plana, l'actual divisòria dels districtes municipals Horta-Guinardó i Nou Barris és en bona part la partió amb Sant Andreu que del segle x X ha perdurat fins ara.
Un pergamí guardat a l'arxiu de la catedral de Barcelona conté la sentència arbitral deictada per mestre Martí el dia 13 d'abril de 1237, delimitant els drets parroquials corresponents a la zona conflictiva.
El dictamen estableix que pertany a Sant Andreu tot allò que està situat per sota d'una línia recta que del coll del Portell i del lloc d'Agudells anés fins a la font de Sant Joan i el torrent de Can Móra. De les masies de Portablanca, Bernat Ferrer, Pere de riera, Marc, Aspier, i Besegal, l'església de Sant Genís dels Agudells rebria les núpcies, parteries, vigílies, sepultures, procuracions i tots els altres drets, excepte el salpàs, els delmes i les primícies que anirien a parar a Sant Andreu, perquè provenen del seu terme.
L'interès del document prové de la consulta feta als parroquians d'ambdues comunitats, reveladora d'una teòrica agrupació dels seus habitants com un precedent dels municipis rurals que es forjarien a l'entorn del marc parroquial.

### Lligams amb el monestir de Sant Jeroni[3]
Un signe característic del segle catorze dins el cristianisme de l'Europa occidental fou la proliferació de l'eremitisme anacorètic. Tal vegada el relaxament de la vida espiritual dins els monestirs, la predicació dels ordes mendicants, o l'expansió de la pesta negra, portaren a moltes persones a cercar la solitud dels ermassos per a les seves pràctiques de penitència.
Des de l'any 1313 es té notícia d'alguns ermitans que residien escampats per la muntanya d'Agudells. Formarien després una petita comunitat, car l'any 1386 l'ermità fra Ponç Astars obté permís del bisbat per reunir-los a l'entorn d'un altar portàtil per oir missa, i un document de l'any 1391 ens assabenta d'una compra feta per aquestos devots de sant Jeroni, governats pel prevere Sant Francesc Soler. La bona fama què gaudien atragué a la reina Violant de Bar -muller de Joan I el Caçador- que l'any 1392 els feu una visita i decidí prestar-los suport, fundant-hi un monestir.
Els jerònims eren un orde de recent creació (1373) que seguint regles monàstiques agustines, i format per ermitans procedents d'Itàlia i de Castella, establí casa a Sant Jeroni de Cotalba (País Valencià). La promesa de la reina induí els eremites d'Agudells a l'ingrés en el nou orde que es materialitzà amb la butlla del papa Climent VII d'Avinyó del 28 de juny de 1393.
Es construí un nou convent, i el ritme de l'edificació fou ràpid car l'any 1398 el monestir està pràcticament acabat. La reina dotà àmpliament la comunitat i el papa Benet XIII assignà la parròquia de Sant Genís dels Agudells al nou monestir el primer de març de l'any 1396. El cenobi prengué possessió de la rectoria del 20 de març de l'any 1398, regint-la per mitjà de vicaris perpetuals.
El monestir de Sant Jeroni de Collserola (de la Vall d'Hebron començà a dir-se'n al segle xv), transmeté importància a la parròquia de Sant Genís dels Agudells. La reina Maria de Castella -muller d'Alfons el Magnànim- hi residí diverses vegades, tot apromptant rendes i materials per a l'engrandiment del cenobi. També hi residiren el papa Benet XII, els Reis Catòlics, i més tard, l'emperador Carles I. A l'època, el prior de Sant Jeroni es deia rector de Sant Genís.
Al segle disset no sembla pas que les rendes que percebia la parròquia fossin massa importants, i és per això comprensible la lluita sostinguda amb la parròquia de Sant Gervasi per la pràctica de salpàs. L'abril de 1633 el capellà de Sant Gervasi introduí causa judicial contra els carmelites descalços sobre la suposada pertinença del lloc a la parròquia de Sant Genís.
El setge de Barcelona per les tropes castellanes també provocà grans mortaldats a la rodalia i molts danys a la parròquia de Sant Genís que hagué de reposar les campanes i refer altars i capelles a més de les teulades que quedaren molt malparades.
Novament la guerra amb França afectaria la contrada l'any 1688. Després, el desembarcament i setge de Barcelona, comportà l'espli damunt l'església el 15 d'abril de 1698. Els francesos s'emportaren les tovalles i pal·lis de l'altar major i dels altres altars, els diners de les caixetes, s'endugueren les campanes del campanar, les del rotlle, i la de la sagristia, tots els canelobres i ornaments, llevat del tern negre i les casulles negres. Els caixabancs de les Confraries foren tots trossejats. No acabaren aquí les malvestats, les forces del Duc d'Anjou també s'abateren damunt de Sant Genís el 4 d'abril de 1706, després de saquejar i cremar Sant Gervasi. Novament la guerra i el setge de Barcelona de l'any 1714 hi portaren calamitats i estralls. D'aquest temps d'infortunis i desgràcies sorprèn l'enorme capacitat de recuperació, tal vegada un reflex de la gran religiositat de l'època del barroc.
L'establiment del règim borbònic, amb l'estructura política i administrativa creada pel Decret de Nova Planta l'any 1717, portà un enformtiment del sistema de govern local. Els escrits aleshores anomenen el terme de Sant Genís d'Horta, i en el segell del comú hi destaca, sobre camper d'atzur, la figura natural de tres ocells d'argent contornats i malordenats, que serà l'escut que prendrà per propi el municipi d'Horta.
Una certa prosperitat econòmica degué beneficiar a l'església a mitjan segle xvii, car es fan reformes importants al temple i s'hi afegeixen capelles per ampliar-lo. Entre 1770 i 1780 la parròquia de Sant Genís retornà dels frares al domini episcopal.

### La parròquia de Sant Genís des delseglexviiifins ara[3]
Els francesos cremaren el monestir de Sant Jeroni de la Vall d'Hebron el dia 12 d'agost de 1808. Els soldats napoleònics no respectaren pas Sant Genís, que sofrí també el regor del pillatge i la depredació. L'administració francesa (1808-1814) dividí la ciutat de Barcelona i el seu territori en quatre cantons, partint la parròquia de Sant Genís.
Al final de la guerra del francès els jerònims retornaren al seu monestir de la Vall d'Hebron, però en foren novament foragitats durant el trienni liberal que transformà el cenobi en hopital d'infecciosos. L'any 1824 s'hi restablí la comunitat que hi durà fins a la crema dels convents del juliol de l'any 1835, en què fou dispersada. Les successives desamortitzacions de Mendizábal i de Madoz, parcel·laren el monestir.
La Guerra del Francès portà molts canvis. Després de la Constitució emanada de les Corts de Cadis (1812), durant el segon període constitucionalista la parròquia de Sant Genís perdé la feligresia del caseriu de Vallcarca i els drets de l'indret. L'entrada a Catalunya dels Cent Mil Fills de Sant Lluís instituint una regència que per decret ordenà «que se repongan las cosas al ser y estado que tenían antes del 1 de marzo de 1820», permeté al Vicario Perpétuo de san Ginés de Agudells alias de Horta, la recuperació del territori i dels emoluments de la carnisseria de Vallcarca.
La reforma parroquial de l'any 1836 permeté la segregació del terme i ampliar i establir de forma definitiva la parròquia de Sant Joan d'Horta. L'Ajuntament adoptà un nom doble -Sant Joan d'Horta i Sant Genís dels Agudells- i canvià l'escut dels segells. Ara hi figurava Sant Gaudenci damunt d'una creu aspada, envoltat de dues branques de llorer sustentant tres merles d'aigua i a més el borreguet del toisó d'or.
La parròquia vella d'Horta estava situada al capdamunt de l'actual carrer de Campoamor, prop de can Cortada. A la rectoria d'aquesta església passaren l'arxiu i part de la biblioteca de l'extingit monestir de Sant Jeroni de la Vall d'Hebron, així com diversos reliquiaris, ostensoris i vasos sagrats. L'any 1902 tota la documentació fou duta a l'Arxiu Diocesà de Barcelona.
Els migrats recursos de la parròquia de Sant Genís dels Agudells després de l'any 1835 quan la feligresia quedà reduïa a les escasses masies de l'entorn: can Barret, can Besora, cal Borni, can Figuerola, can Gomis, can Gresa, can Janer, can Piteu, can Safont; als petits habitacles nascuts amb la desamortització: Sant Jeroni, la Font del Bacallà, la Granja Nova, la Granja Vella; i al llunyà caseriu de Vallcarca, en bona part a tocar del temple de sant Josep de gràcies; feren que d'ençà de la reforma de l'any 1867 promulgada pel bisbe Pantaleó Montserrat, passés a ser considerada com depenent d'Horta, cosa que durà fins ben entrat el segle xx.
La segregació definitiva de Vallcarca s'establí l'any 1912 en erigir-hi el bisbe la parròquia de sant Jordi. L'agregació dels municipis del contorn barceloní a la ciutat i el considerable increment de població feren sentir vivament en el tombant del segle la necessitat d'augmentar el nombre de parròquies.
Sant Genís dels Agudells no tornà a ésser parròquia de dret fins a la "Nueva Demarcación Parroquial de Barcelona aprovada per decret del bisbe Dr. Gregorio Modrego Casaus el dia 9 d'octubre de l'any 1945. La provisió de rector es feu per decret del dia 5 de juliol de l'any 1946.
Després del decret del cardenal-arquebisbe Narcís Jubany i Arnau, signat el dia 29 de març de 1984 que -per raons de la topografia- annexiona a la parròquia del Sagrat Cor del Tibidabo la part més alta del terme, la parròquia de Sant Genís dels Agudells té la següent demarcació: «partint del punt més a l'est de l'anomenat revolt de la Paella de la carretera de St. Cugat (abans, carretera de Gràcia a Manresa), baixa en línia recta imaginària fins a la confluència del carrer de Vayreda amb el carrer de l'Arquitectura, continua per l'eix d'aquest últim carrer, l'eix del passeig de la Vall d'Hebron, l'eix de l'Avinguda del Jordà i l'eix del carrer de Judea i la seva prolongació projectada fins a trobar el carrer de Natzaret. Segueix per l'eix d'aquest carrer fins al número 45, i per l'eix d'un carrer sense nom que porta al núm. 35 bis, perllongat en línia recta imaginària, va a trobar la carretera de St. Cugat en el km. 3, i la segueix per l'eix fins al punt de partida.»

### Toponímic
El mot Agudells és un diminutiu plural d'Aguda, i fa referència a afilat o agut -que acaba en punta prima o tall molt fi- i equival a pic o bec, forma aguda que tenen algunes muntanyes i cingles. En el Diccionari General de Pompeu Fabra, agudell és un puig de cim agut, definició igual a la de pic o cim agut d'una muntanya. Llavors, probablement el nom d'Agudells donat a l'indret de Sant Genís, hauria sorgit tant dels cims, com dels pendents encinglerats o dels esqueis cantelluts que rodegen el paratge.

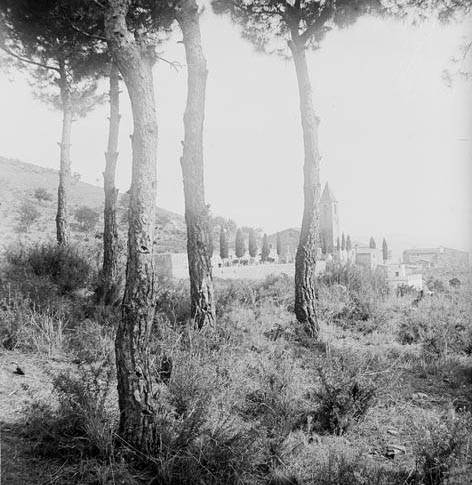
L'església de Sant Genís en una imatge de 1896

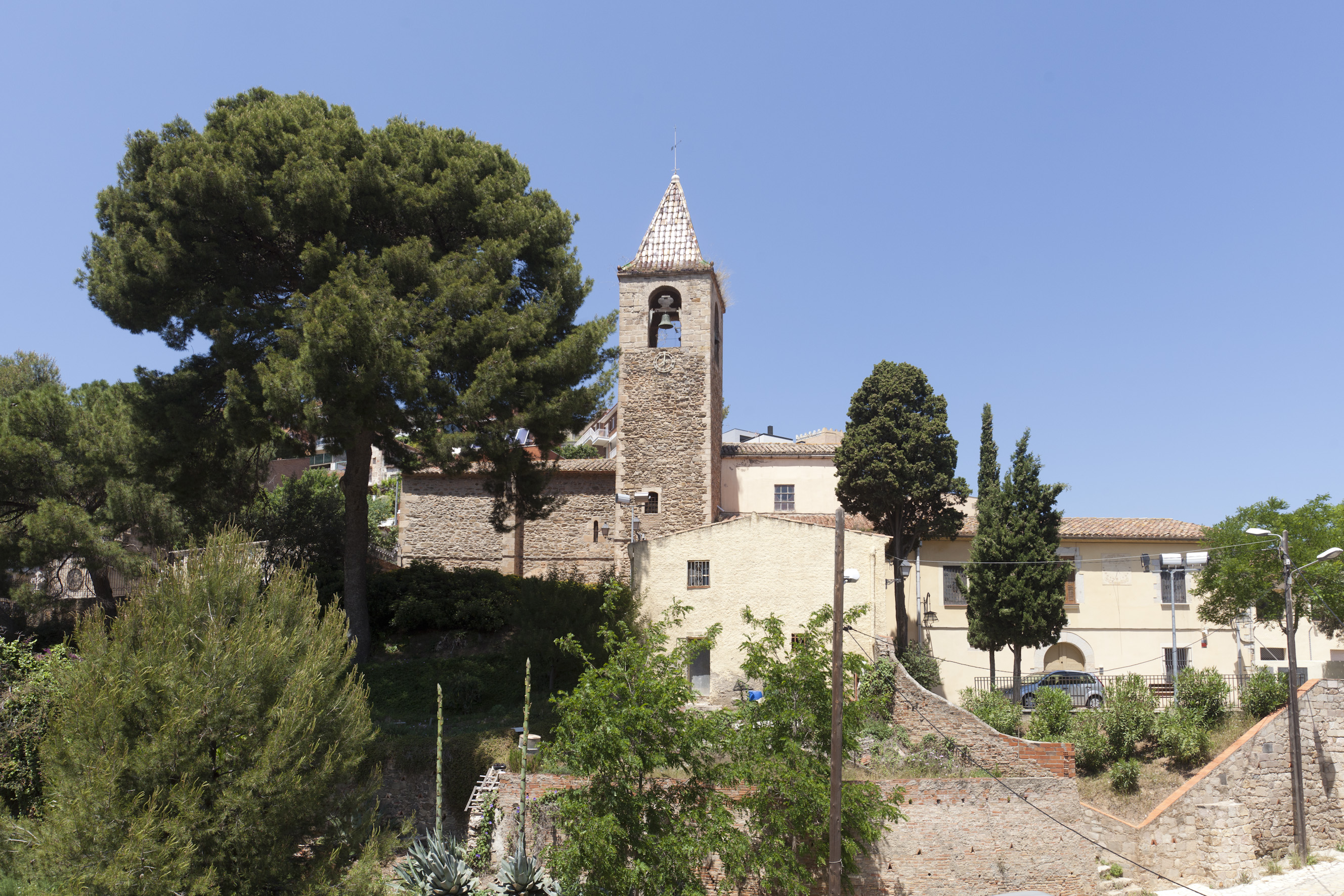
Vista general

Fem aquestes consideracions perquè, ja en el segle xviii, es pretengué que Agudells volia dir terra d'aigües, al·legant que no hi ha pics tan aguts que destaquin de l'entorn, i encara avui algú ho torna a repetir sense adonar-se de l'escassetat de fonts del lloc. L'única deu d'aigua viva existent a Sant Genís dels Agudells és la de can Safont. Documentada en el segle xiii, era en part propietat del monestir de Sant Jeroni als segles xvii-xviii. A finals del segle passat abastava al veïnat i motivà un llarg plet, sens dubte per la seva exigüitat.
Les altres aigües fluents, escampades per tot el territori, són fontanelles de degotís - les fonts del Ferro, del Gos, Groga, de la Llet, de la Meca o del Llarg, de la Tonyina o dels Pins, del Roure, del Sospir, - o de mina - les del Bacallà, de can Barret o Marret, de can Borni, de can Janer, de la Salamandra, de sant Cebrià, de sant Jeroni, de la Tarongeta, la Tenebrosa, - o bé pous - com Vallpar - i d'explotació relativament recent, ja que la major part són dels segles dinou i vint. Tampoc a l'indret hi ha aiguamolls, aiguamoixos o terrenys pantanosos. Ni merles d'aigua que justifiquin la seva introducció al segell parroquial, com es feu a partir del segle xviii.
És molt significatiu el fet que en el llatí de la documentació medieval el radical del nom d'Agudells sigui gairebé sempre acut o bé agud, i no digui mai "aquatellus" com sembla que s'hauria pogut escriure alguna vegada si s'hagués dubtat del sentit del mateix mot.
El temple de Sant Genís dels Agudells està dedicat indistintament al màrtir romà Genís el Comediant, i al màrtir provençal Genís l'Escrivà, que són un cas de duplicació de personalitat hagiogràfica En els documents del segle xi es fa menció simplement de "sancti Genesii" i la commemoració litúrgica d'ambdós sants correspon al mateix dia, el 25 d'agost.

## Arquitectura

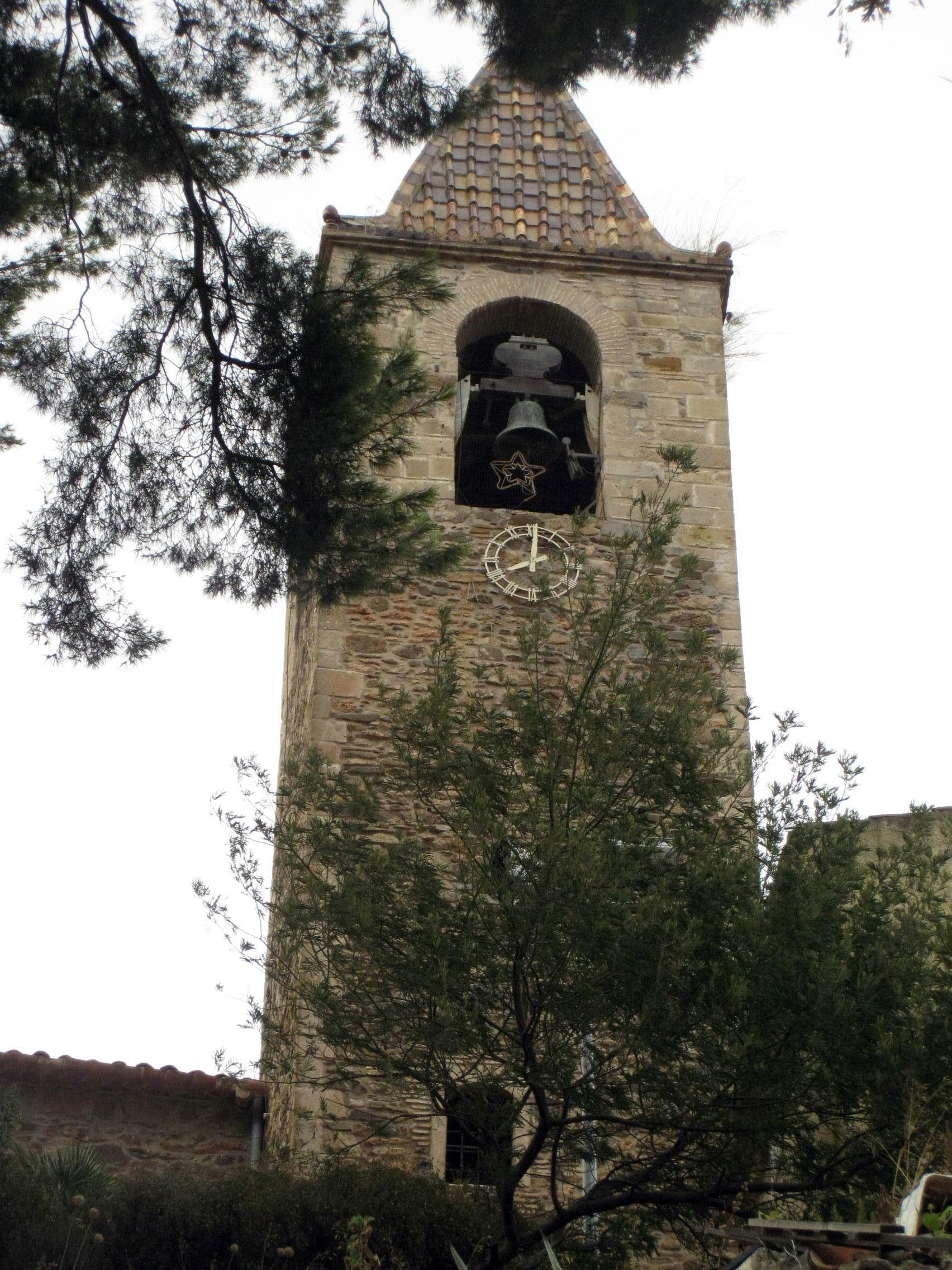
Campanar

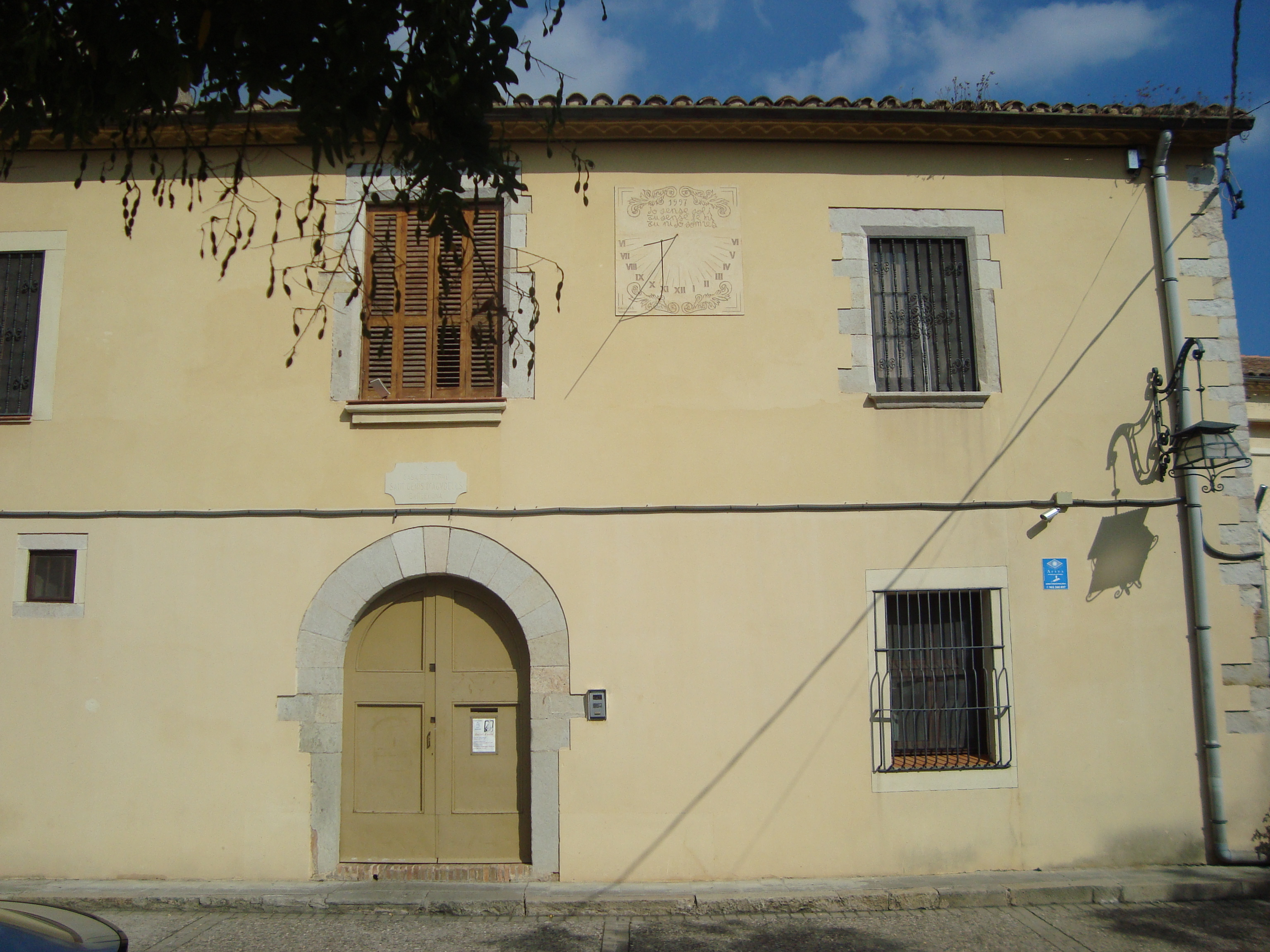
Rectoria

El conjunt està format per l'edifici de l'església, la rectoria annexa, el cementiri parroquial i Can Safont.
El conjunt monumental està documentat des del segle x, moment en què es consagrà l'església sota l'advocació de Sant Genís. La traça actual de l'edifici amb el seu característic campanar punxegut li ve donada per una reconstrucció realitzada l'any 1671.
El temple és d'una sola nau amb creuer i algunes capelles, i té una porta adovellada. Bona part dels ornaments, mobiliari i imatges originals, van ser destruïts el 1936 per un incendi. Avui s'hi guarda una imatge del pare Francesc Palau i Quer, fundador dels Penitents.
El mas de Can Safont, documentat des del segle xiii, ha estat molt transformat i restaurat, i llevat del seu interès històric avui dia no presenta cap interès arquitectònic. Al segle xv hi va viure, segons la tradició, un escrivà de la Generalitat. L'edifici acull actualment una escola d'aprenents que depèn del Bisbat de Barcelona.
La maltempsada del juliol de l'any 1936 deixà socarrades l'església i la casa rectoral de Sant Genís dels Agudells. Es perdé el mobiliari, les imatges, la documentació i -en general- tot allò que s'hi trobava. Malgrat el desmantellament d'aleshores, el conjunt arquitectònic mostra actualment característiques singulars amb fortes traces de l'aspecte que presentava en els seus millors temps de mitjan segle divuit.
La rectoria i les edificacions properes enfronten una doble plaça oberta a migjorn a la qual s'arriba pel carrer de Saldes. La desvirtuada masia de can Safont i l'esbarjo de l'escola formen les vores del passatge d'accés al replà on hi ha la mansió del rector i el despatx parroquial. També s'hi pot arribar per un corriol escalonat des del carrer de Natzaret, resta de l'antic camí.
El casal parroquial mostra arrebossades les seves parets, on ressalta la pedra ben treballada que guarneix les obertures rectangulars de les finestres (llinda, rebranques i ampit) i l'adovellat portal d'arc de mig punt. Un gràcil ràfec de rajola vista sosté el voladís de la teulada. La coberta és de teula àrab a doble vessant.
A l'angle de ponent, una escalinata d'obra, esglaonada entre els murs de la sagristia i els d'una borda veïna -l'antic habitatge del sagristà- enterrador- permet pujar al pla de dalt on hi ha el cementiri, l'església i el campanar, que s'aixeca airós per damunt del nucli edificat. La finestra de la sagristia duu cisellada a la llinda la data de 1731.
La torre del cloquer és de planta quadrada, té uns 22 m d'alçària, i va coronada per una esvelta teulada piramidal de ceràmica vidriada, de diversos colors.
La façana de l'església mosta la porta dovellada que té damunt un carreu de pedra, on hi ha una creu gòtica esculpida.

### Rectoria
La rectoria annexa a l'església s'estructura en un edifici de dos pisos d'alçada amb coberta a dues vessants que disposa d'un portal adovellat davant del qual hi ha una petita placeta. El conjunt està situat en un lloc elevat respecte al carrer i disposa d'una tanca perimetral dins la qual hi ha una part enjardinada. El conjunt contrasta amb el paisatge de grans blocs d'habitatges que s'estén muntanya avall.

### Cementiri

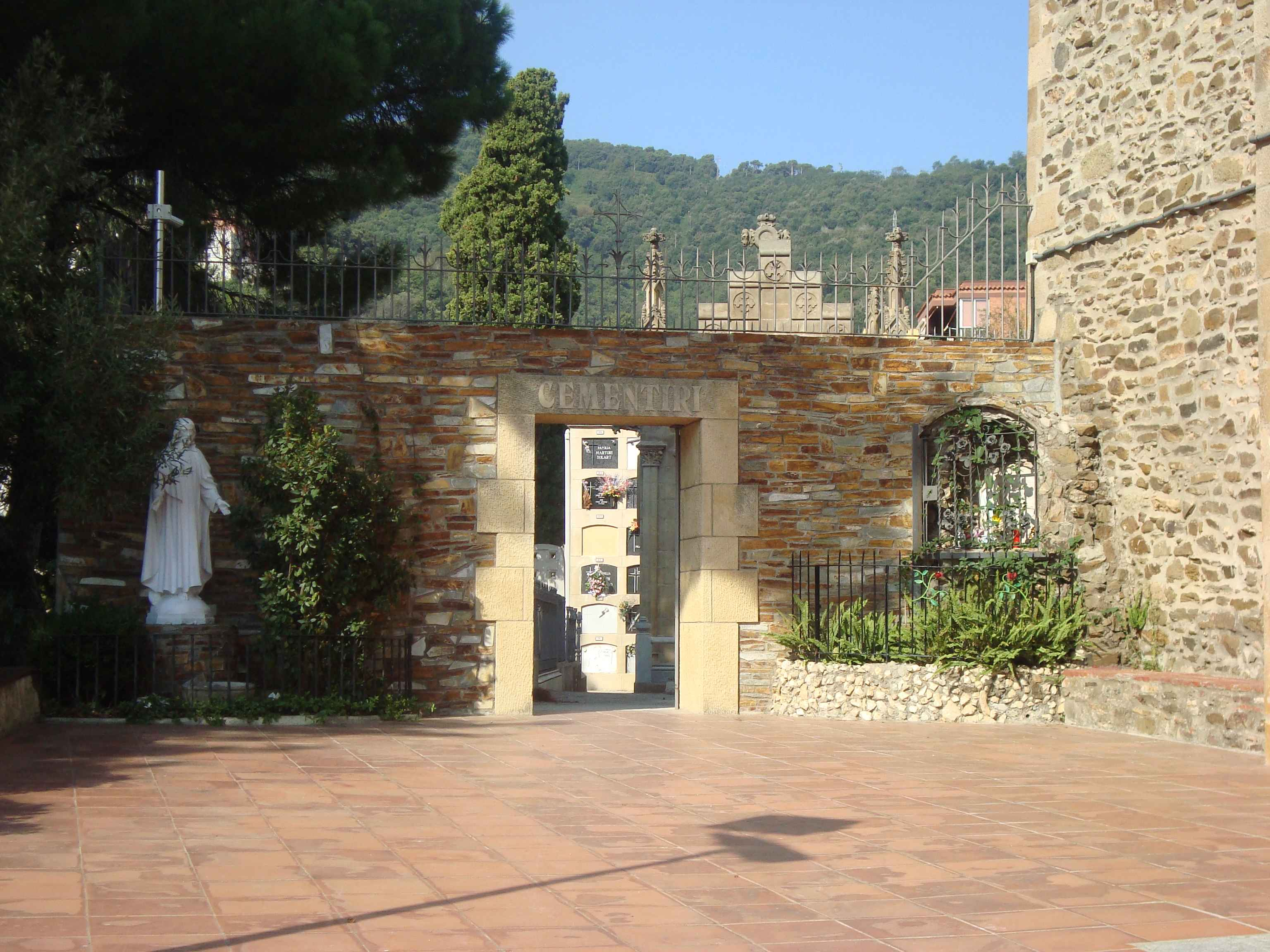
Cementiri

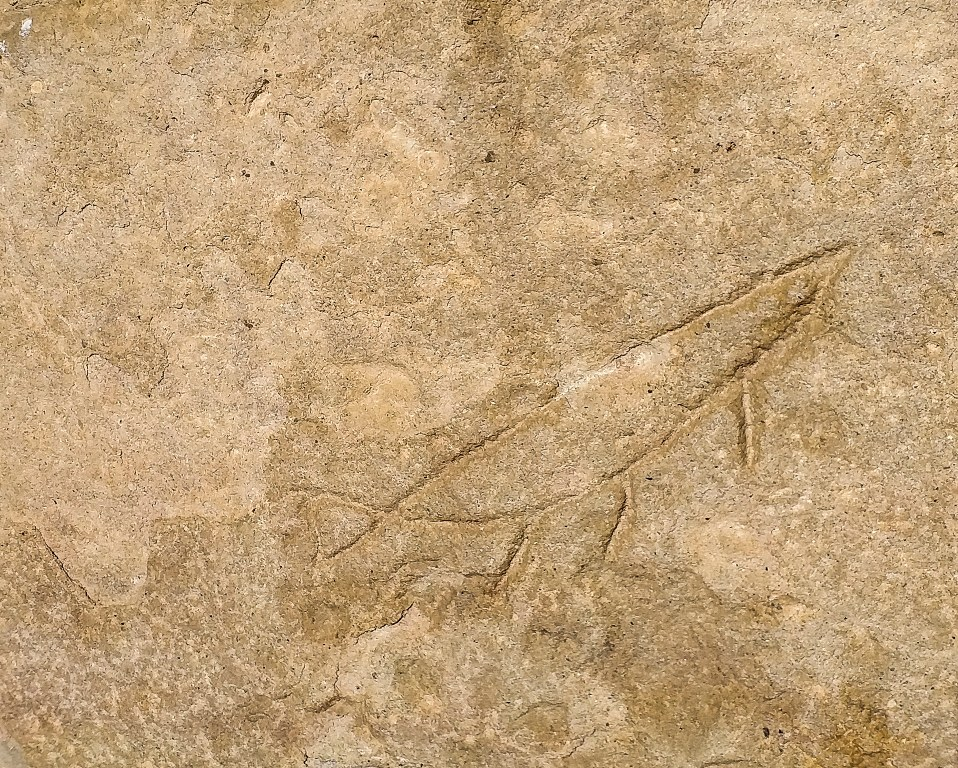
Gravat del peix

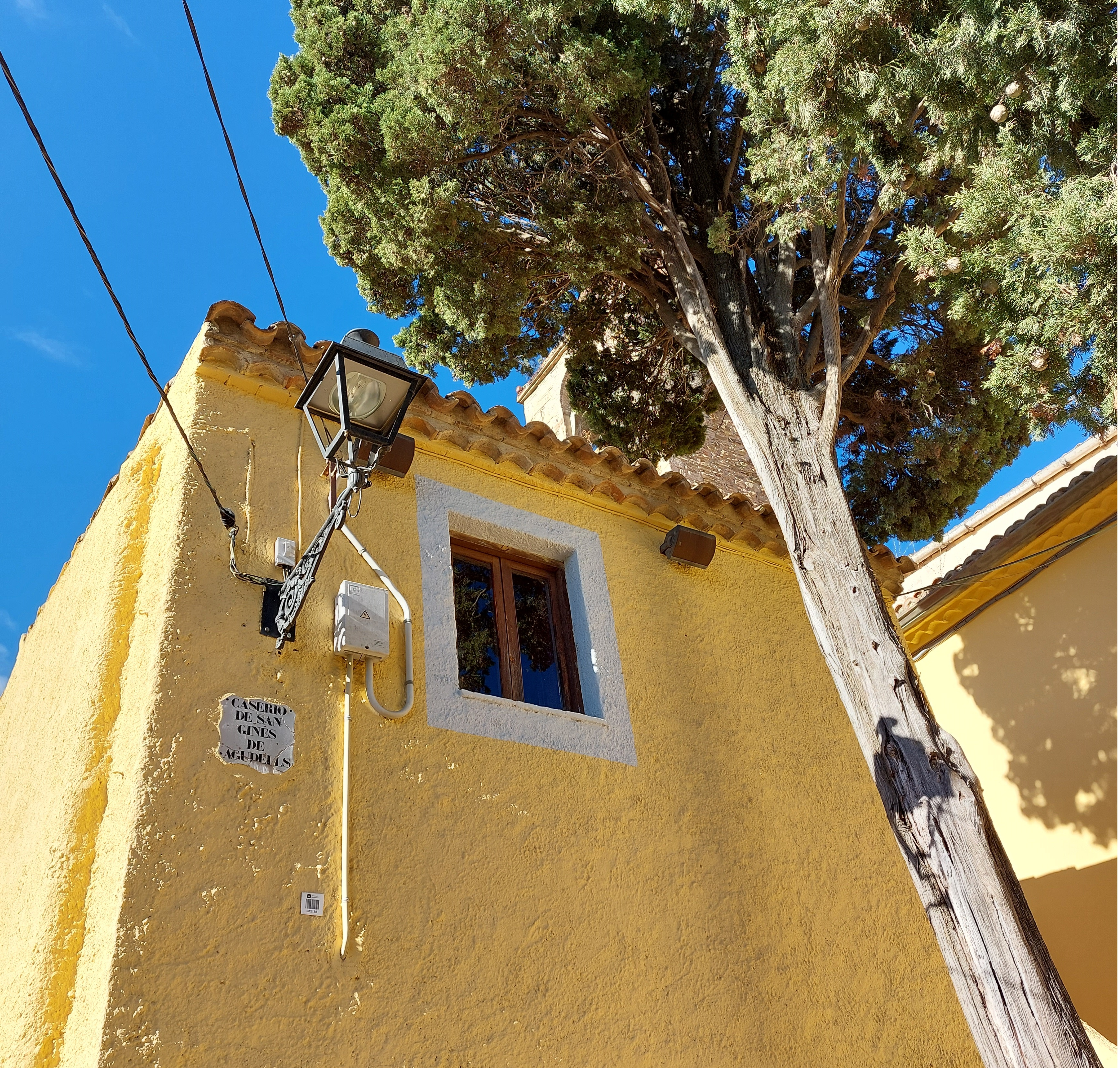
Sant Genís dels Agudells, antic rètol

Al costat de l'església hi ha un dels dos únics cementiris de Barcelona- juntament amb el de Vallvidrera- que es mantenen al costat de la parròquia i l'únic en què encara s'hi fan enterraments i que no és de titularitat municipal. Té un miler de nínxols, en un dels quals hi va estar enterrat Manuel Carrasco i Formiguera, militant d'Unió Democràtica de Catalunya, afusellat a Burgos el 1938, fins que el 2001 va ser traslladat al cementiri de Montjuïc. Hi és enterrat Josep Vidal i Granés, forner de Gràcia, creador de la romeria de Sant Medir.
El cementiri parroquial de Sant Genis és un cas excepcional pel que fa a la seva utilització. Amb el creixement de les ciutats, aquests cementiris parroquials varen anar perdent el seu ús, per què no podien proporcionar suficients garanties higièniques.
Cal pensar en l'existència -des de temps antics- d'enterraments al voltant de l'església de Sant Genís dels Agudells, com sol ésser habitual als llocs de culte arcaics. De fet, però, la citació primigènia d'haver-hi cementiri figura en un escrit de venda de dues sagreres del 18 d'abril de 1060. El text és prou explícit: les sagreres confronten amb el cementiri davant mateix de la porta de l'església, on passen el camí que mena als vinyars i el que surt del poblat.

Una llicència del Vicari General de la Diòcesi, datada el dia 8 de novembre de 1386, estesa a favor de fra Ponç Astars -ermità domiciliat a la parròquia de Sant Genís- li permet col·locar altar portàtil a l'oratori bastit per ell, i poder-hi celebrar missa ell o un altre sacerdot, assistint-hi els altres ermitans que hi ha allí; oir confessions i administrar l'Eucaristia; i erigir cementiri, salvats els drets parroquials d'Agudells, que s'han de conservar intactes. Probablement cal relacionar amb aquesta autorització, la sigla MCCCXXIX que llueix la peça de marbre blanc situada damunt el portal actual del cementiri de Sant Genís. De factura molt més tardana que la data que mostra, és ben possible que sigui un intent d'arcaïtzar el fossar parroquial per diferenciar-lo del que tenien els jerònims, l'origen del qual està en l'escrit del Vicari General.

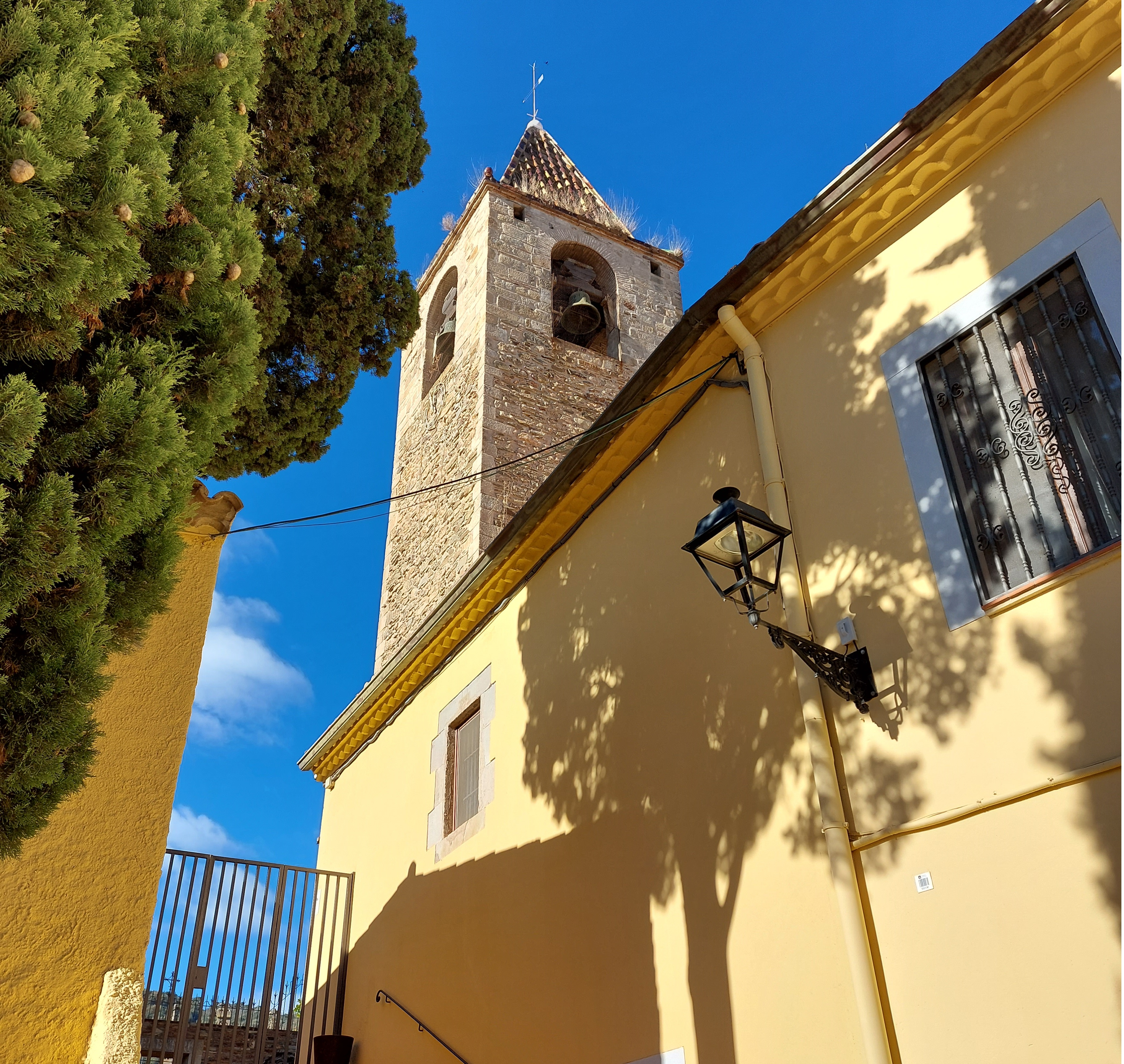
Sant Genís dels Agudells, campanar

Sota l'advocació de Mare de Déu de la Bona Mort era coneguda una petita imatge de fusta de la Verge Maria, venerada a l'església de Sant Genís dels Agudells fins a l'incendi revolucionari de 1936 en què desaparegué. Talla originària del segle xiii o xiv, se li havia desfigurat la típica fesomia llevant-li la corona. Es mostrava vestida, i s'havia convertit en un crani el símbol que portava a la mà dreta. Amb l'esquerra sostenia un nen Jesús que també era un afegitó.
La supressió dels cementiris parroquials de Barcelona data de l'any 1775. Fou decretada per Carles III i la portà a terme el bisbe Josep Climent i Avinent. (S'exceptuaren els aïllats o rurals com el de Sant Genís i el de Sant Martí de Provençals). Els motius de la supressió foren sanitaris. També com a profilaxi es manà encalcinar les esglésies i llocs públics fins a l'alçària de vint pams.
En temps remots, el condicionament, conservació, i gestió del cementiri, anava a càrrec del Comú de la Parròquia. En època recent en tingué cura la Junta d'Obra presidida pel Rector. Ara, una Junta Administrativa pròpia gestiona tots els afers ordinaris en nom de la Parròquia, tasca exercida amb eficàcia i amb no pocs sacrificis. Tots els anys, en arribar novembre, una concurrència de posseïdors de títols de concessió funerària -nínxols, tombes, panteons- es congrega al temple de Sant Genís dels Agudells. L'encontre comença amb una missa en sufragi de les ànimes de tots els difunts inhumats en aquest fossar. Després, una viva comunicació humana permet als reunits exposar la seva opinió, les seves idees, les seves raons, els motius que els mouen, i les necessitats que hi troben a faltar a fi d'arranjar amb dignitat el cementiri.